# 斯洛伐克驻华大使馆
斯洛伐克驻华大使馆，是斯洛伐克共和国在中华人民共和国的最高外交代表机构，兼辖对蒙古国的外交事务。

## 历史
1993年1月1日，捷克斯洛伐克解体为捷克和斯洛伐克两国。中华人民共和国予以承认并与两国建交。1994年11月5日，首任斯洛伐克驻华大使弗拉基米尔·克里莫向中华人民共和国主席江泽民递交国书。

## 地址
斯洛伐克驻华大使馆位于北京市建国门外日坛路。

## 领事服务
斯洛伐克驻华大使馆的领事服务范围为中华人民共和国（包括香港和澳门特别行政区）及蒙古国。